# منتخب الأرجنتين لكرة القدم الشاطئية
منتخب الأرجنتين الوطني لكرة القدم الشاطئية (بالإسبانية: Selección de fútbol playa de Argentina)‏ هو ممثل الأرجنتين الرسمي في المنافسات الدولية في كرة قدم شاطئية ، يديريه اتحاد الأرجنتين لكرة القدم.